# 高瀚
高瀚（1919年—2006年），男，安徽当涂人，中国普通外科专家，曾任中国人民解放军第二军医大学教授、博士生导师。